# Hyphovatus prapatensis
Hyphovatus prapatensis là một loài bọ cánh cứng trong họ Bọ nước. Loài này được Wewalka & Biström miêu tả khoa học năm 1994.